# Mademoiselle from Armentieres
Mademoiselle from Armentieres é um filme de drama mudo ambientado na Primeira Guerra Mundial, produzido no Reino Unido em 1926, dirigido por Maurice Elvey e com atuações de Estelle Brody, John Stuart e Alf Goddard.